# Аль-Хашр
Аль-Хашр (араб. الحشر — Собрание) — пятьдесят девятая сура Корана. Сура мединская.  Состоит из 24 аятов.

## Содержание
Эта сура ниспослана в Медине. Она состоит из 24 аятов. В суре упоминается: изгнание племени Бану Надир (иудеев) из Медины. Они заключили договор о перемирии с пророком, согласно которому они должны были соблюдать нейтралитет и не выступать против него. Но когда мусульмане потерпели поражение при Ухуде, иудеи нарушили свой обет, поддержав племя «Курайш» против пророка. Тогда он окружил их крепости, которые, как они надеялись, защитят их от мусульман. Они были побеждены и изгнаны пророком из Медины.
Затем в суре указывается, как распределить «аль-фай» (добычу, полученную без военных действий). Она принадлежит Аллаху, посланнику, его родным, сиротам, бедным, путникам, нуждающимся мухаджирам, изгнанным из своих жилищ и лишившимся своего имущества. Затем в суре речь идёт об ансарах (мединцах, принявших ислам) и их заслуге, которые, оказывая предпочтение мухаджирам (переселившимся из Мекки мусульманам) перед самими собой, отдавали им то, в чём сами нуждались.

 Славит Аллаха то, что на небесах, и то, что на земле. Он - Могущественный, Мудрый. ۝ Он - Тот, Кто изгнал неверующих людей Писания из их жилищ при первом сборе. Вы не думали, что они уйдут. Они же полагали, что их крепости защитят их от Аллаха. Но Аллах настиг их оттуда, откуда они не предполагали, и бросил в их сердца страх. Они разрушают свои дома собственными руками и руками верующих. Прислушайтесь же к назиданию, о обладающие зрением! ۝ Если бы Аллах не предписал им исход, то Он непременно наказал бы их в этом мире. А в Последней жизни им уготованы мучения в Огне. ۝ Это - за то, что они воспротивились Аллаху и Его посланнику. Если же кто-либо противится Аллаху, то ведь Аллах суров в наказании. ۝ Срубили ли вы финиковые пальмы или оставили их стоять на их стволах - на то было соизволение Аллаха, дабы опозорить нечестивцев. ۝ К добыче, которую Аллах вернул Своему Посланнику, вы не скакали рысью ни на конях, ни на верблюдах, но Аллах дарует Своим посланникам власть, над кем пожелает. Аллах способен на всякую вещь. ۝ Добыча, которую Аллах вернул Своему посланнику от жителей селений, принадлежит Аллаху, Посланнику, родственникам Пророка, сиротам, бедным и путникам, дабы не досталась она богатым среди вас. Берите же то, что дал вам Посланник, и сторонитесь того, что он запретил вам. Бойтесь Аллаха, ведь Аллах суров в наказании. ۝ А также бедным мухаджирам, которые были изгнаны из своих жилищ и лишены своего имущества. Они стремятся к милости Аллаха и довольству и помогают Аллаху и Его посланнику. Они являются правдивыми. ۝ А те, которые жили в доме (Медине) и обрели веру до них, любят переселившихся к ним и не ощущают никакой нужды к тому, что даровано им. Они отдают им предпочтение перед собой, даже если они сами нуждаются. А те, кто уберёгся от собственной скупости, являются преуспевшими. ۝ А те, которые пришли после них, говорят: «Господь наш! Прости нас и наших братьев, которые уверовали раньше нас! Не насаждай в наших сердцах ненависти и зависти к тем, кто уверовал. Господь наш! Воистину, Ты - Сострадательный, Милосердный». 
—  59:1—24 (Кулиев)